# Колыхалов, Владимир Анисимович
Влади́мир Ани́симович Колыха́лов (Колыхалов-старший) — русский, сибирский писатель, журналист. Член Союза писателей СССР, России. Основные жанры творчества — проза и очерки.

## Биография
Родился в Томске в 1934 году, вместе с младшим братом воспитывался в детском доме на Васюгане в посёлке Усть-Чижапка. После окончания курсов Центральной комсомольской школы работал в газете, редактором в издательстве, писал очерки, рассказы. В творчестве в советское время прослеживалась линия соцреализма, идеологии пролетарской культуры, что было характерно для основной массы советских писателей XX века. Первая книга рассказов Владимира Колыхалова вышла в 1962 году.
В 1970-х (1978) был секретарём Томской писательской организации.
Владимир Колыхалов — автор многих известных книг, изданных в Советском Союзе и за рубежом: романа «Дикие побеги», 1965—1968 (удостоен литературной премии имени Н. Островского), повестей, рассказов, очерков: «В долине золотых ключей», «Ближний север», «Идти одному запрещаю» (1965), «Ночь, полная шорохов», «Сверчок», «Урманы Нарыма» и другие. Произведения В. А. Колыхалова издавались в Благовещенске, Хабаровске, Омске, Новосибирске, Москве. Роман «Дикие побеги» был переиздан в «Роман-газете». Многие из них переведены на английский, болгарский, венгерский и чешский языки.
О творчестве Владимира Анисимовича Колыхалова высоко отзывались Виктор Астафьев, Валентин Распутин, другие российские писатели.

## Награды
За выдающиеся литературные заслуги Владимир Колыхалов награждён орденом Трудового Красного Знамени.

## Произведения
- В долине Золотых ключей (книга, Благовещенск, 1962)
- Ближний Север (книга, 1963)
- Идти одному запрещаю (повесть, 1965)
- Ночь, полная шорохов (повесть, 1966)
- Дикие побеги (роман, 1965—1968)
- Тающие облака (книга, 1987)
- Урманы Нарыма (1988)
- Крапивное семя (повесть)
- Июльские заморозки (повесть, 1980)
- В долине золотых ключей
- Ближний север
- Сверчок
- Урманы Нарыма
- Кудринская хроника (1984)
- Сухой гром
- В свои сани (2003)

## Публикации о творчестве писателя
- Колыхалов В. А. В литературу меня привело пережитое. // Писатели о себе (сборник). — Новосибирск, 1973
- Калёнова, Тамара. Томские писатели. — Томск, 1975
- Очерки русской литературы Сибири в 2 томах. — Новосибирск, 1982. Т.2
- Колыхалов Владимир Анисимович. // Яновский И. Русские писатели Сибири XX века. Материалы к словарю. — Новосибирск, 1997.